# Argulus japonicus
Argulus japonicus es un crustáceo ectoparásito de una amplia gama de peces de agua dulce. Son los agentes causantes de la enfermedad conocida como argulosis.

## Características
Los adultos miden entre 4 y 9 mm de largo, y sobre unos 3,6 mm de ancho. Tiene una morfología característica aunque variable en las etapas de su ciclo.
Presentan un cuerpo aplanado, con un caparazón en forma de escudo y bajo este se encuentra la cabeza, el tórax y cuatro pares de patas nadadoras.
En la parte anterior de la cabeza tienen un par de ojos simples y bajo estos se puede encontrar una probóscide, que tiene una ventosa a cada lado.
Saliendo por la parte posterior del caparazón se observa el abdomen bilobulado. No presentan dimorfismo sexual, respecto a la forma del cuerpo, aunque los machos suelen ser de menor tamaño.
Se pueden observar una columna prioral en la línea media ventral y espinas post-antenales. En la primera tiene un pomo en la parte anterior y en la segunda hay dos secciones nudosas en la parte basal y tres secciones en la parte distal.

## Biología y ecología
Los juveniles de A. japonicus se unen a los peces mediante garras que poseen en la cabeza, pero los adultos lo hacen por medio de un enorme par de ventosas modificadas.
Estos se adhieren a branquias, aletas o a la piel y cuando están fijados, vierte toxinas sobre los tejidos, para predigerirlos y posteriormente los introduce en su boca. Esto provoca graves daños en su tegumento, puede incluso llegar a causarle la muerte.
Las heridas que ocasionan a los peces suelen infectarse con bacterias.
Normalmente en los peces afectados se observa una menor tasa de crecimiento porque afecta al apetito del pez.
La actuación de estos parásitos contribuye a la transmisión de Rhabdoviris carpio, larvas de nematodos y de la enfermedad micótica causada por Saprolegnia. 

## Ciclo de vida
Presentan reproducción sexual dioica. El tercer y el cuarto par de patas del macho se modifican durante la época de apareamiento para transferir el esperma a la hembra. El apareamiento se produce cuando se encuentra en los peces, hay una copula en la que el macho transfiere es esperma a la hembra y después esta va a depositar 1-9 cuerdas de 5-226 huevos en 1-6 filas en sustrato duro (como pueden ser tallos de plantas y piedras), que van a recubrir con excreciones gelatinosas.
La puesta de huevos se produce de forma continua durante todo el año, aunque en invierno están en forma latente, hasta la llegada de temperaturas más favorables.
La temperatura óptima para la eclosión de los huevos se encuentra entre los 20-30 °C, si están a 35 °C tardarán en eclosionar 25 días y si es a 10 °C 61 días.
Eclosiona del huevo una larva metanauplio que pasa por seis estadios larvarios antes de sufrir la metamorfosis para convertirse en adulto.
Las larvas que han eclosionado necesitan alimentarse de las células epiteliales y del moco del huésped.
El ciclo de vida se va a realizar sobre el pez en un período de 30 a 100 días. 
El tiempo que va a sobrevivir los adultos fuera del hospedador dependerá del tiempo desde la última comida, del nivel de actividad y de la temperatura. Se ha observado puede sobrevivir 13 días cuando se encuentra a una temperatura de 15 °C.

## Distribución
Este parásito es oriundo de Asia, donde se encuentran asociado con peces de colores (Carassius auratus) y a la carpa común (Cyprinus carpio).
Pero también puede parasitar a otros peces de agua dulce, además se ha convertido en una especie invasiva en todo el mundo por la transferencia de peces.
En Europa se suele confundir con el llamado piojo común del pescado (Argulus foliaceus), para diferenciarlos es necesario hacer un examen cuidadoso, en el que se compare la forma de la tercera y la cuarta pata nadadora del macho, y la forma del abdomen de la hembra.
Se encuentra distribuido en el sureste de EE. UU., así como en los estados de Florida, Georgia, Luisiana, California, Illinois, Maryland, Washington, Wisconsin y las islas Hawái.
También se ha encontrado en Malasia, Puerto Rico, Cuba, Sudáfrica, Nueva Zelanda y Gran Bretaña.
La propagación de A. japonicus está restringida a lugares con bajas temperatura, porque este parásito tiene una reducida capacidad a sobrevivir en estas. Pero el cambio climático puede provocar que este se expanda al aumentar la temperatura del agua.

## Problemas debidos a su introducción
Están causando problemas en el drenaje del lago Míchigan porque parasita al bagre (Ictalus punctatus) que interviene en este proceso, al igual sucede cuando parasita a C.auratus y a C.carpio.
Se ha observado que presenta capacidad para parasitar a una gran cantidad de especies de todo el mundo y al estar tan ampliamente distribuido, tiene el potencial de causar efectos drásticos en poblaciones de peces locales.
En algunos lugares de Sudáfrica se ha llegado a producir un nivel de epizootia.
Tiene una alta tasa de reproducción, puede ocasionar gran mortandad de peces de aguas lénticas, criaderos de peces, instalaciones de acuicultura, lagos de pesca recreativa y en grandes acuarios públicos.

## Tratamiento
Insecticidas como el Dipterex matan tanto a los estados adultos como a los larvarios. Los huevos no se ven afectados por el tratamiento.
Por este motivo se debe hacer una aplicación inicial y otra después de dos semanas, pues en este momento habrán eclosionado los huevos de la nueva generación, esto se hace para reducir la reproducción del parásito.